# Sean Ellis

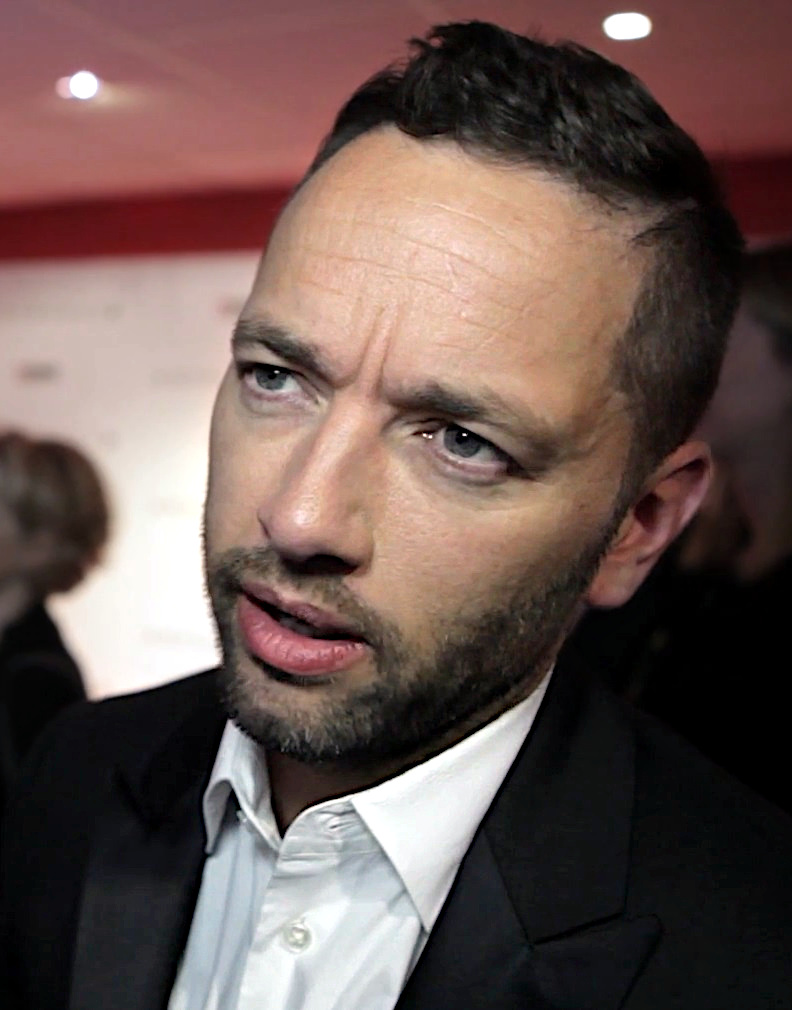
Sean Ellis (2016)

Sean Ellis (* 1970 in Brighton) ist ein britischer Filmregisseur, Autor, Filmproduzent und Modefotograf, der 2006 für einen Oscar nominiert wurde.

## Leben
Ellis, der unter anderem für die Vogue, Jean Paul Gaultier, H&M und Hugo Boss als Modefotograf arbeitete, drehte anfangs auch Musikvideos. Von seinem oscarnominierten Kurzfilm Cashback drehte er 2006 eine Spielfilmversion unter demselben Titel, auch die Besetzung und Crew war dieselbe. Der Langfilm erhielt den Preis der Jury beim Bermuda International Film Festival sowie den C.I.C.A.E. Award des Festival Internacional de Cine de San Sebastián. 2008 entstand sein nächstes Projekt, der britisch-französische Horror-Thriller The Broken mit Lena Headey in der Hauptrolle. Die Produktion war 2008 beim Sitges Film Festival für den Preis in der Kategorie „Bester Film“ und „Beste Kamera“ nominiert. In der Kategorie Beste Kamera gewann The Broken. Bei seinem nächsten Projekt, dem Kriminalfilm Metro Manila (2013) führte Ellis nicht nur Regie, sondern war auch Co-Produzent und Co-Autor und führte die Kamera. Der Film wurde als britischer Beitrag für den „Besten fremdsprachigen Film“ für den Oscar eingereicht, aber nicht nominiert. Er errang aber neun andere Auszeichnungen und elf weitere Nominierungen. Ellis’ nachfolgendes Projekt, das er als Regisseur und Autor verantwortete, war der Film Anthropoid. Dieser basiert auf der wahren Geschichte zweier tschechischer Soldaten, die den SS-Obergruppenführer Reinhard Heydrich im Rahmen der Operation Anthropoid beseitigen sollten.
Mit seinem 2011 veröffentlichten Bildband Kubrick The Dog (dt. Kubrick Der Hund) suchte Ellis einen Weg, um den Tod seines Hundes zu verarbeiten, der an einem bösartigen Lymphom litt. Ellis benannte seinen Hund nach dem von ihm bewunderten Filmregisseur Stanley Kubrick.
Ellis, der verheiratet ist, hat seinen Wohnsitz in London.

## Filmografie (Auswahl)
- 2001: Left Turn (Kurzfilm, Regie und Drehbuch)
- 2004: Cashback (Kurzfilm, Regie und Drehbuch)
- 2006: Cashback (Regie, Drehbuch, Produzent)
- 2008: The Broken (Regie und Drehbuch)
- 2008: Voyages d’Affaires (Kurzfilm, Regie und Drehbuch)
- 2013: Metro Manila (Regie, Drehbuch, Produzent, Kamera)
- 2014: CityLights (Originalstory)
- 2016: Operation Anthropoid (Antropid, Regie und Produzent)
- 2021: The Cursed – Der Fluch der Bestie (The Cursed, Regie, Drehbuch, Produzent)

## Auszeichnungen/Nominierungen (Auswahl)
- 2004: Gewinner des Grand Prix beim Brest European Short Film Festival mit Cashback
- 2005: Gewinner des Audience Award beim FIKE – Évora International Short Film Festival mit dem Film Cashback
- 2006: Oscarnominierung in der Kategorie „Bester Kurzfilm (Live Action)“ mit Cashback zusammen mit Lene Bausager. Der Oscar ging an Martin McDonagh und den irischen Kurzfilm Six Shooter.
- 2007: Gewinner des Jury Prize beim Bermuda International Film Festival für den Film Cashback
- 2008: Gewinner des Gold Hugo beim Chicago International Film Festival mit dem Kurzfilm Cashback, außerdem nominiert mit dem Film Voyages d’Affaires
- 2009: Nominierung für den BAFTA Award in der Kategorie „Bester Kurzfilm“ mit Voyages d’Affaires, zusammen mit Celine Quideau
- 2013 Gewinner des Amazonas Award in den Kategorien „Beste Regie“, „Bestes Drehbuch“, „Bester Film“ (Audience Award) mit dem Film Metro Manila
- 2013: Gewinner des British Independent Film Award für die „Beste Regie“ in Metro Manila
- 2013: Gewinner des Critics Award beim Hamburg Film Festival mit Metro Manila
- 2014: Nominierung für den BAFTA Award in der Kategorie „Bester Film“ mit Metro Manila, zusammen mit Mathilde Charpentier